# 合志親為
合志 親為（こうし ちかため）は、戦国時代の武将。

## 経歴・人物
肥後合志郡竹迫城主。同国菊池郡の赤星重隆の二男として生まれ、合志高久の養子となり家督を継ぐ。天文19年（1550年）菊池義武に従い大友義鎮勢と戦い、義武の隈本城奪還を助ける。翌年の天文20年（1551年）、菊池義武を助けたことにより大友義鎮勢に竹迫城を攻められるがこれに耐える。永禄2年（1559年）、隈部氏に菊池城を奪われた赤星統家、親為のもとに身を寄せる。永禄4年（1561年）相良・名和間の争議の仲介をする。天正6年（1578年）耳川の戦いでは大友義鎮方に付く。大友氏は大敗を喫するが、子の高重は以後も大友氏に属す。天正8年（1580年）久保田の戦いでは島津義久・城親賢らの勢力に敗れる。天正10年（1582年）頃、龍造寺隆信勢が肥後に侵攻すると、弟の親重に家督を譲り隠居するが、天正13年（1585年）親重が島津氏政策に失敗すると、自ら島津家へ出向いた。